# Tina Jakovina
Tina Jakovina (ur. 11 sierpnia 1992 w Postojnie) – słoweńska koszykarka, występująca na pozycji niskiej skrzydłowej, reprezentantka kraju, od 2022 zawodniczka Crvenej Zvezdy.

## Osiągnięcia
Stan na 10 maja 2023, na podstawie, o ile nie zaznaczono inaczej.

### Drużynowe
- Mistrzyni:
  - Słowenii (2015, 2016)
  - Serbii (2023)[4]
- Wicemistrzyni:
  - Słowenii (2013, 2014)[5]
  - Niemiec (2020)
- Zdobywczyni pucharu:
  - Słowenii (2014–2016)[5]
  - Serbii (2023)[4]
- Uczestniczka międzynarodowych rozgrywek:
  - Euroligi (od 2022)
  - Eurocup (2020/2021, 2022/2023)

### Indywidualne
(* – nagrody przyznane przez portal eurobasket.com)
- MVP:
  - finałów ligi serbskiej (2023)*[4]
  - Pucharu Słowenii (2014)[5]
- Najlepsza środkowa ligi słoweńskiej (2016)*
- Zaliczona do*:
  - I składu:
    - ligi:
      - słoweńskiej (2016)

    - zawodniczek krajowych ligi słoweńskiej (2016)
    - najlepszych nowo przybyłych zawodniczek ligi słoweńskiej (2011)

  - II składu ligi słoweńskiej (2014)[5]
  - III składu II ligi włoskiej (2017)
  - składu honorable mention ligi:
    - MZRKL (2014)
    - słoweńskiej (2013)
- Uczestniczka meczu gwiazd ligi słoweńskiej (2012, 2014, 2015)[5]

### Reprezentacja

#### Seniorska
- Uczestniczka:
  - mistrzostw Europy (2017 – 14. miejsce, 2019 – 10. miejsce, 2021 – 10. miejsce)
  - kwalifikacji do Eurobasketu (2012/2013, 2014/2015, 2016/2017, 2018/2019, 2020/2021, 2022/2023)

#### Młodzieżowe
- Wicemistrzyni Europy U–18 dywizji B (2009)
- Uczestniczka mistrzostw:
  - świata U–19 (2011 – 14. miejsce)
  - Europy:
    - U–18 (2010 – 4. miejsce)
    - U–16 dywizji B (2008 – 4. miejsce)